# Proton 3
Proton 3 (ros. Протон)  – radziecki satelita naukowy, trzeci z serii satelitów programu Proton. Wyniesiony w przestrzeń kosmiczną w lipcu 1966 roku, służył do badania wysokoenergetycznych cząsteczek promieniowania kosmicznego.

## Budowa i działanie

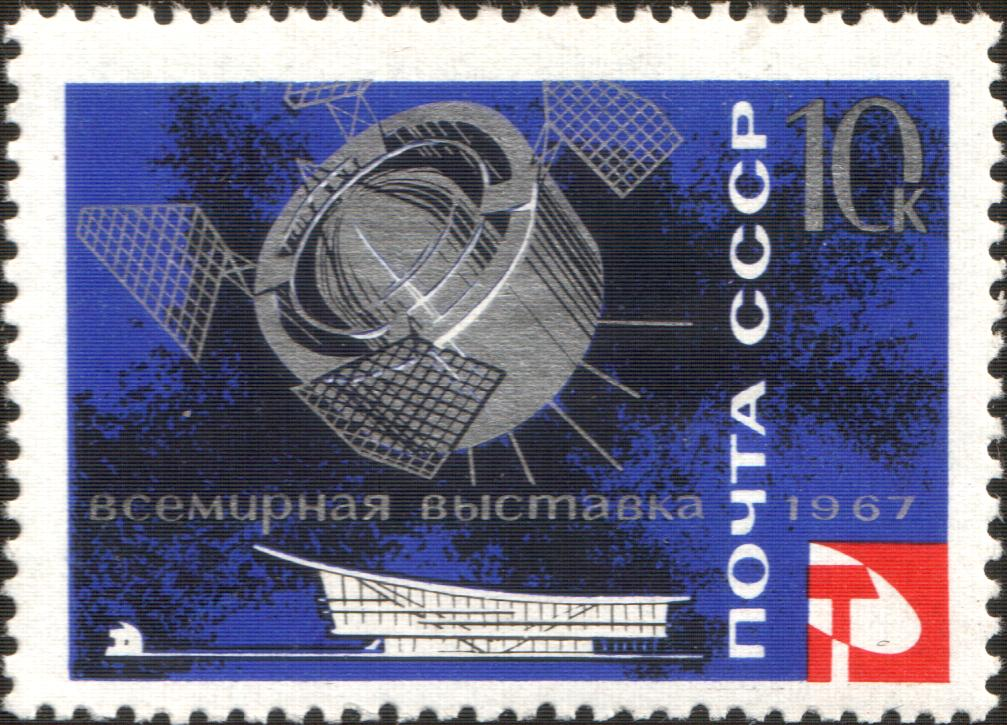
Znaczek pocztowy z 1967 roku z rysunkiem satelity z serii Proton

W ramach testów nowej rakiety nośnej UR-500, w 1965 roku podjęto decyzję o wyniesieniu na orbitę okołoziemską czterech dużych satelitów naukowych służących do badania promieniowania kosmicznego. Metodę pomiaru wysokoenergetycznych cząsteczek opracowano już pod koniec lat 50. XX wieku, jednak do 1965 roku ZSRR nie dysponowało rakietą nośną zdolną do wyniesienia tak ciężkiego satelity na orbitę. Proton 3, podobnie jak dwa poprzednie satelity serii, był wyposażony w zestaw przyrządów do monitorowania promieniowania kosmicznego (do 100 TeV), pomiaru intensywności i rozkładu energii elektronów pochodzenia galaktycznego i promieniowania gamma (powyżej 50 MeV) . W porównaniu do dwóch poprzednich satelitów  otrzymał dodatkowo dwa teleskopy do detekcji promieniowania Czerenkowa. Z uwagi na swoją wielkość, satelity serii Proton w wydawnictwach publicystycznych i promocyjnych były często nazywane stacjami kosmicznymi, co szczególnie widać przy ich opisach na znaczkach pocztowych .

## Misja

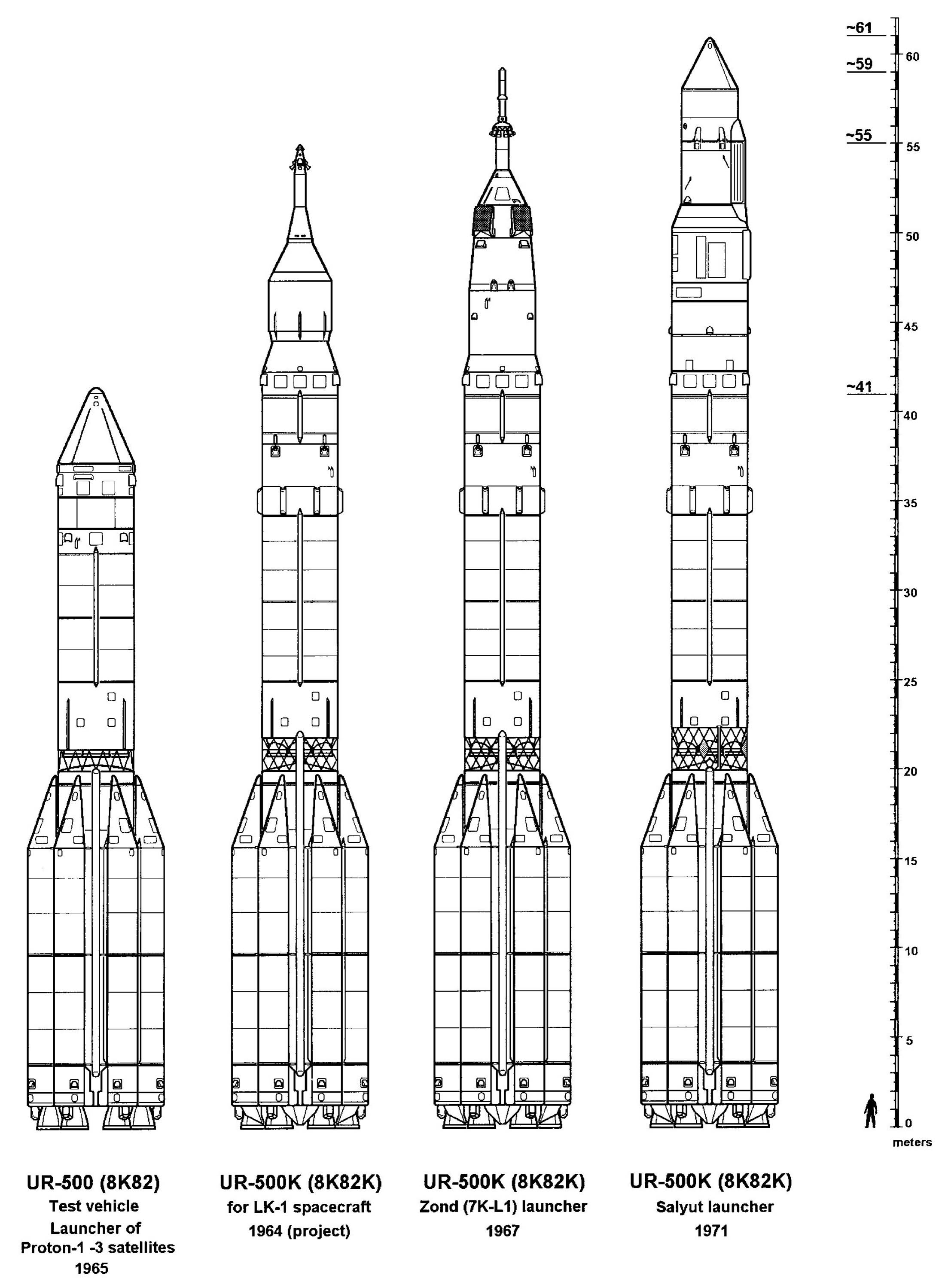
Rakieta UR-500 (pierwsza z lewej), która wyniosła na orbitę satelitę Proton 3

Misja satelity rozpoczęła się 6 lipca 1966 roku, kiedy rakieta UR-500 wyniosła z kosmodromu Bajkonur satelitę Proton 3 na niską orbitę okołoziemską . Po znalezieniu się na orbicie satelita otrzymał oznaczenie COSPAR 1966-060A. Po zakończeniu misji satelita spłonął w górnych warstwach atmosfery 16 września 1966 roku .